# قینیه
قینیه یک منطقهٔ مسکونی در عراق است که در استان نینوا واقع شده‌است.